# Smriti
Smṛti (em sânscrito: स्मृति, IAST: smṛti, "aquilo que é lembrado") ou smriti, é um corpo textual canônico de escrituras que registram a tradição oral no Hinduísmo, inspirado no conteúdo dos Vedas. Essas obras possuem autores definidos e possuem autoridade secundária, em contraste à literatura védica śruti, que é vista como eterna, dogmática e é atribuída à revelação divina direta. A autoridade de um smṛti é derivada do śruti, em que é baseado.  
Cada texto smṛti pode conter muitas variações e versões, sendo lidos de muitas maneiras, até mesmo conflitando entre si. Obras de categoria smṛti são fluídas, passíveis de atualização e são comumente escritas por tradições medievais antigas.

## Textos
O corpus textual Smṛti inclui as seguintes categorias de textos, mas não se limita a elas: 
1. Os seis Vedāngas (gramática, métrica, fonética, etmologia, astrologia e rituais)[1],
2. O Itihasa, o Mahābhārata e o Rāmāyana[1],
3. Textos sobre as quatro metas da vida humana[4]:
  1. Dharma: Textos que discutem várias perspectivas religiosas, sociais, morais, deveres e perspectivas éticas. Cada uma das maiores escolas do Hinduísmo possui sua própria literatura sobre dharma. Isto inclui os Dharma-sutras (particularmente os de Gautama, Apastamba, Baudhayana e Vāsiṣṭha) e os Dharma-sastras (como o Manusmṛti, Yājñavalkya Smṛti, Nāradasmṛti and Viṣṇusmṛti). Em um nível mais pessoal, vários capítulos do Yogasutras.
  2. Artha: Textos que tratam de riqueza individual, de todas a sociedade, políticas econômicas e leis. Por exemplo, o Arthashastra de Chanakya, o Kamandakiya Nitisara, Brihaspati Sutra, e Sukra Niti. Segundo o indologista Olivelle, a maioria desses textos se perderam.
  3. Kama: Textos que discutem artes, emoções, amor, erotismo, relações e outras ciências da busca pelo prazer. O Kamasutra de Vātsyāyana é o mais conhecido. Outros textos incluem o Ratirahasya, Jayamangala, Smaradipika, Ratimanjari, Ratiratnapradipika, Ananga Ranga, dentre outros.
  4. Moksha: Aqueles que desenvolvem e debatem a natureza e o processo de  liberação, liberdade e emancipação espiritual. A maioria desses tratados incluem Upanishads de datação mais recente (os antigos são considerado Sruti), Vivekachudamani, e os sastras de Yoga.
4. Os Purānas[1],
5. Kāvya, a literatura poética[1],
6. A extensiva categoria de textos Bhasyas (que comentam textos sagrados)[1],
7. Os sutras e shastras das várias escolas de filosofia Hindu[5],
8. Os numerosos Nibandhas que cobrem política, medicina (Charaka Samhita), ética (Nitisastras), cultura, artes a sociedade[1].